# Патрік Міїч
Патрік Міїч (хорв. Patrik Mijić, нар. 4 листопада 1998, Славонський Брод) — хорватський футболіст, нападник австрійського клубу «Гартберг». Виступав також за низку хорватських і закордонних клубів. Володар Кубка Словенії.

## Ігрова кар'єра
Патрік Міїч народився 1998 року в місті Славонський Брод у Хорватії. Розпочав займатися футболом у юнацькій команді клубу «Желєзнічар» (Славонський Брод), пізніше грав у юнацькій команді клубу «Оріолік». У 2019 році розпочав грати за основну команду клубу «Оріолік», в якій грав до 2020 року. У 2020—2021 роках Міїч грав у складі клубу «Меджимурьє». У 2021 році футболіст грав у другій команді загребського «Динамо», але ще в цьому році перейшов до клубу «Радник» (Сесвете).
У 2022 році Патрік Міїч перейшов до складу австрійської команди «Дорнбірн», але ще в цьому році став гравцем іншої австрійської команди «Горн», у якій грав до 2023 року. У 2023 році хорватський нападник перейшов до словацького клубу «ВіОн». У 2024 році футболіст нетривалий час грав у словенському клубі «Рогашка», та за цей час став володарем Кубка Словенії. З 2024 року Міїч грає у складі австрійського клубу «Гартберг».

## Титули і досягнення
- Володар Кубка Словенії (1):

«Рогашка»: 2023–2024